# Kevin Chung
Kevin Chung (27 de octubre de 1996) es un deportista canadiense que compitió en remo como timonel. Ganó una medalla de plata en el Campeonato Mundial de Remo de 2016, en la prueba de dos con timonel.

## Palmarés internacional
| Campeonato Mundial | Campeonato Mundial      | Campeonato Mundial | Campeonato Mundial |
| Año                | Lugar                   | Medalla            | Prueba             |
| ------------------ | ----------------------- | ------------------ | ------------------ |
| 2016               | Róterdam (Países Bajos) | Medalla de plata   | Dos con timonel    |